# Podolí (Rožďalovice)
Podolí je součástí města Rožďalovice v okrese Nymburk. Nachází se asi 0,5 km na sever od Rožďalovic. Na východě protéká řeka Mrlina. Je zde evidováno 29 adres.

## Historie
První písemná zmínka o vesnici pochází z roku 1431.

## Přírodní poměry
V katastrálním území Podolí u Rožďalovic, na okraji Bučického rybníka, leží jedna z částí přírodní památky Dymokursko.

## Galerie

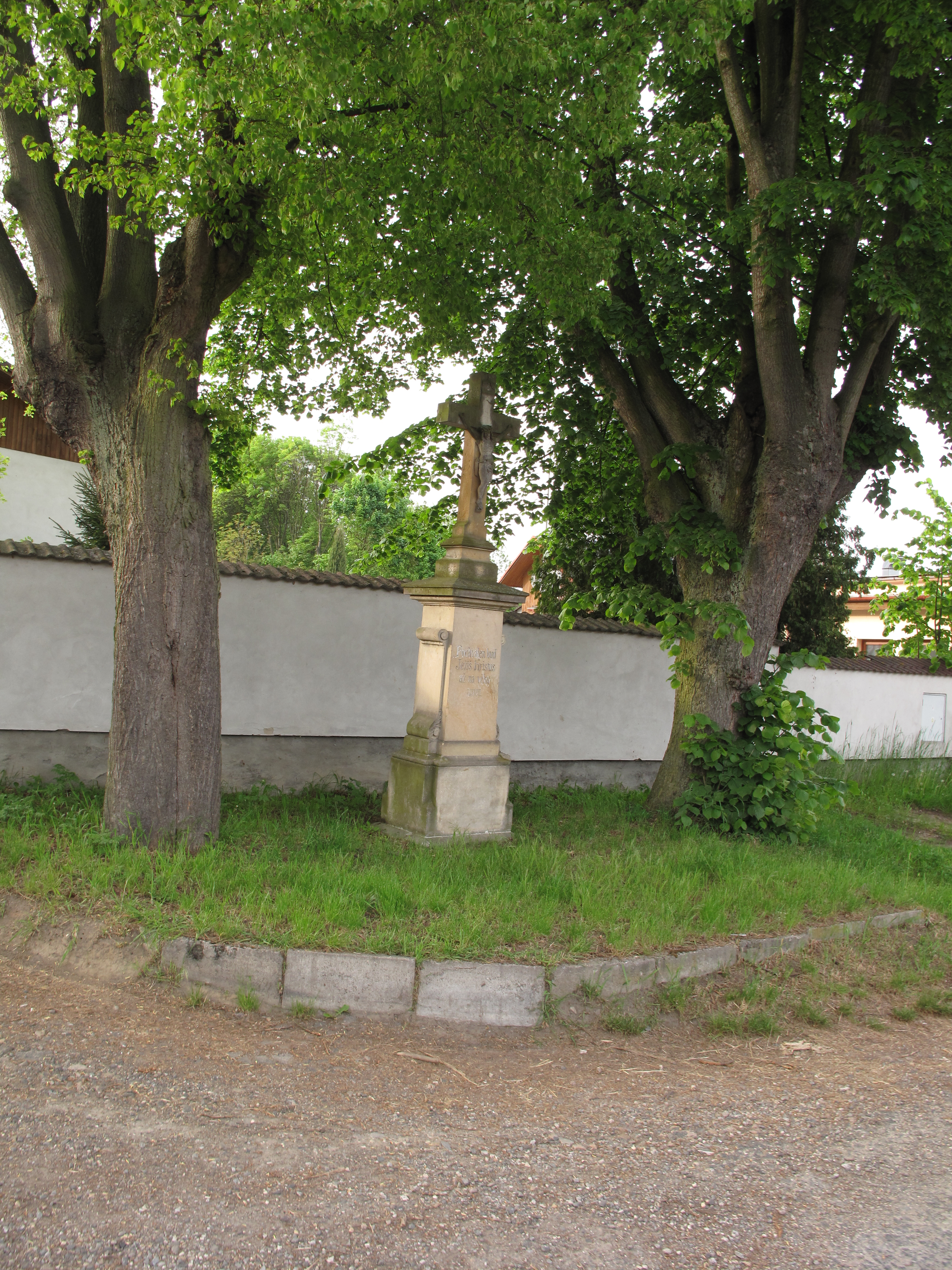
Křížek
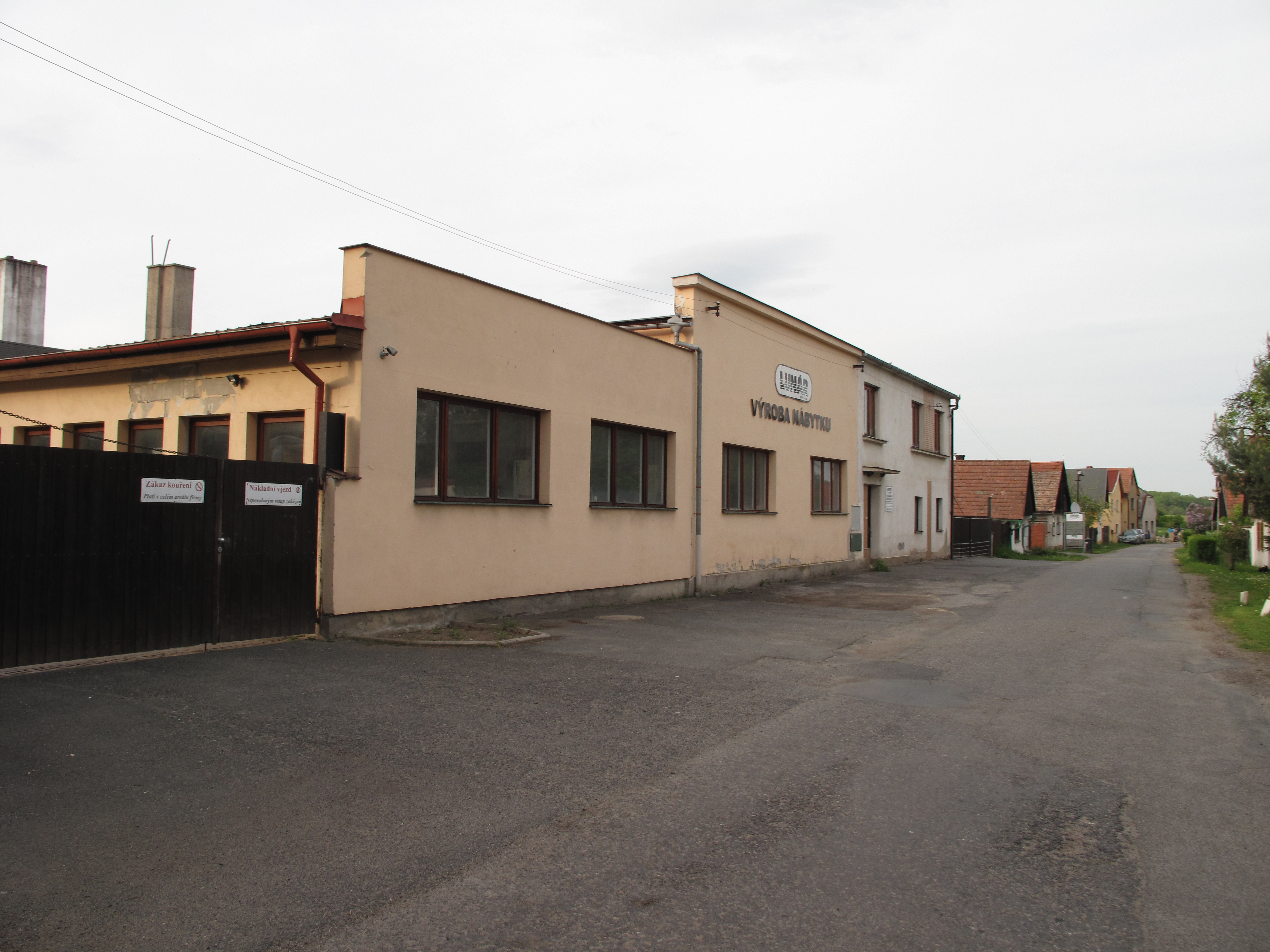
Výrobna nábytku
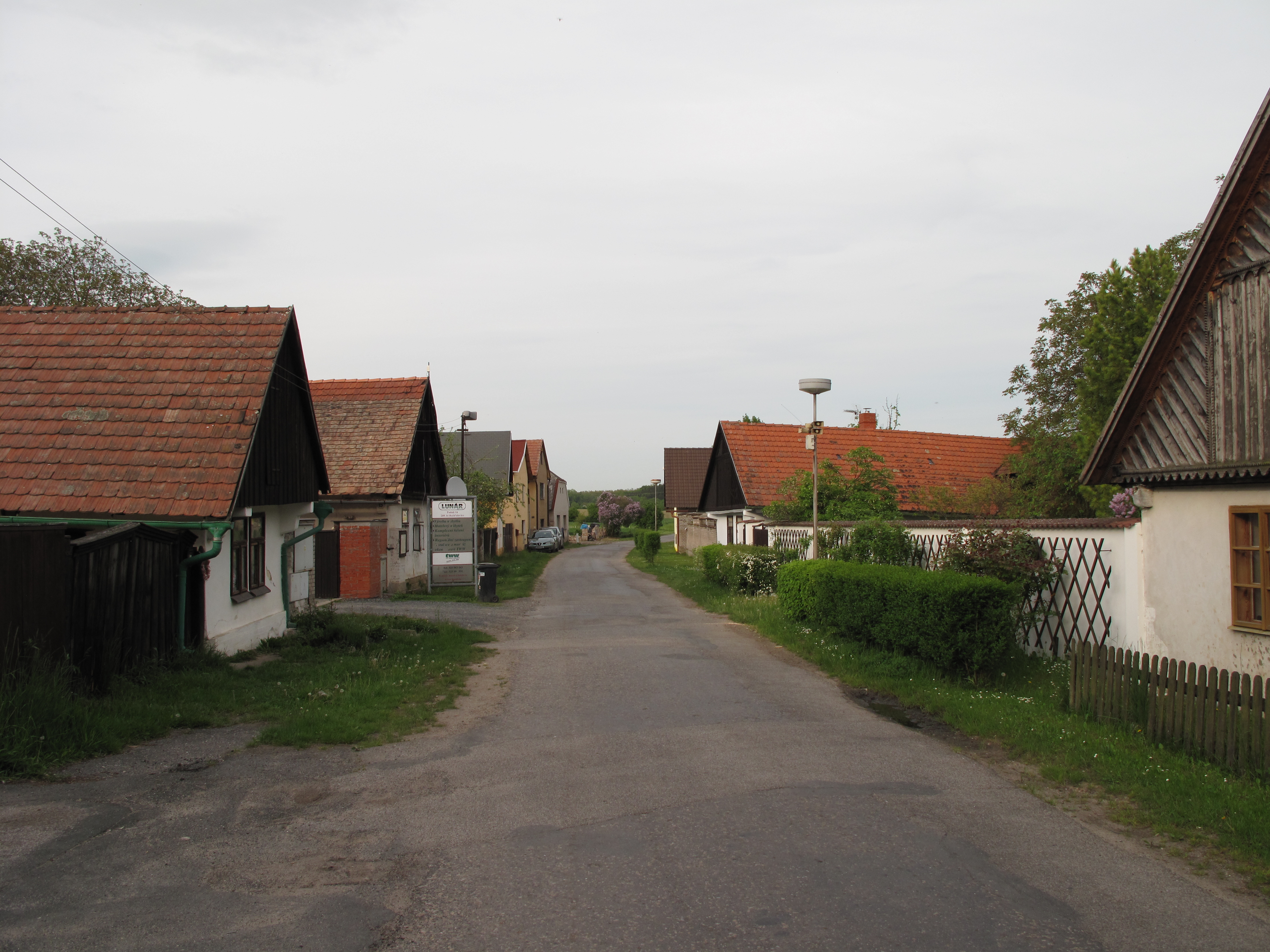
Ulice